# Mascote
Mascote este un oraș în statul Bahia (BA) din Brazilia.